# Average revenue per user
ARPU (skrót z ang. average revenue per user – średni przychód na użytkownika) – miara używana m.in. przez operatorów telekomunikacyjnych do określenia miesięcznego przychodu (rozmowy, wiadomości, usługi itp.) na jednego użytkownika sieci (abonenta).